# Крюково (Чеховский район)
Крю́ково — посёлок городского типа (до 2024 года — деревня) в Чеховском районе Московской области России в 8 км от районного центра — города Чехова. Входит в состав сельского поселения Баранцевское. Расположена на реке Лопасне.

## История
Первое упоминание о селе Крюково относится к 1626 году. В то время это была вотчина московского Андрониевского (Андроникова) монастыря.
После Отечественной войны 1812 года в село приезжают купцы из разорившихся крестьян — Кочетковы, до того проживавшие под Москвой. Первая ситценабивная фабрика была построена в 1823 году братьями Фёдором и Максимом Кочетковыми. Затем появляются фабрики Василия и Домны Кочетковых. А в 1863 году на землях, арендованных у крестьянского общества, были построены кожевенные фабрики.
26 апреля 1896 года, в канун первой Всероссийской переписи населения, волостной старшина Гуров так описал село: «Село Крюково расположено на землях крестьянского общества на реке Лопасня. Находится при трактовой дороге, ведущей в торговое село Лопасню. Дворов 110. Жителей: мужчин 264, женщин 425, всего 689. В селе имеется каменная церковь, часовня, земская деревянная школа. Промышленные заведения: две ситценабивных фабрики, две мелочных лавки, две харчевни, бараночно-крендельные заведения, два овчинных заведения, трактир».
В 2024 году деревня преобразована в посёлок городского типа.

## Население
| 2002 | 2006  | 2010  | 2021  |
| ---- | ----- | ----- | ----- |
| 2798 | ↗2846 | ↘2688 | ↗4063 |

## Промышленность
- Главное предприятие — Крюковский вентиляторный завод, некогда крупнейший производитель вентиляторов в Европе. С 2012 года профиль деятельности предприятия изменён — производится лазерная резка, гибка и порошковое окрашивание металла.
- ЗАО «Жестьупак» — производство металлической тары (жестяных консервных банок).
- «Раваго Констракшн Рус» — завод по производству экструдированного пенополистирола. Действует с 2006 года.

## Транспорт
Имеется железнодорожная неэлектрифицированная ветка длиной 8 км (владелец — Чеховское ОАО «Промжелдортранс»), соединяющая Крюково со станцией Чехов Курского направления Московской железной дороги. По ветке осуществляется только грузовое движение. Существуют безымянные разъезды на 2-м и 6-м километрах ветки (от Чехова); на участке между 2-м и 4-м километрами в 2014—2015 годах проложен второй путь.
От города Чехова до Крюково ходит автобусный маршрут ГУП Мострансавто № 36 и дублирующие его маршрутные такси. Через Крюково также проходит автобусный маршрут ГУП Мострансавто № 428 Москва (м. Южная) — Чехов.

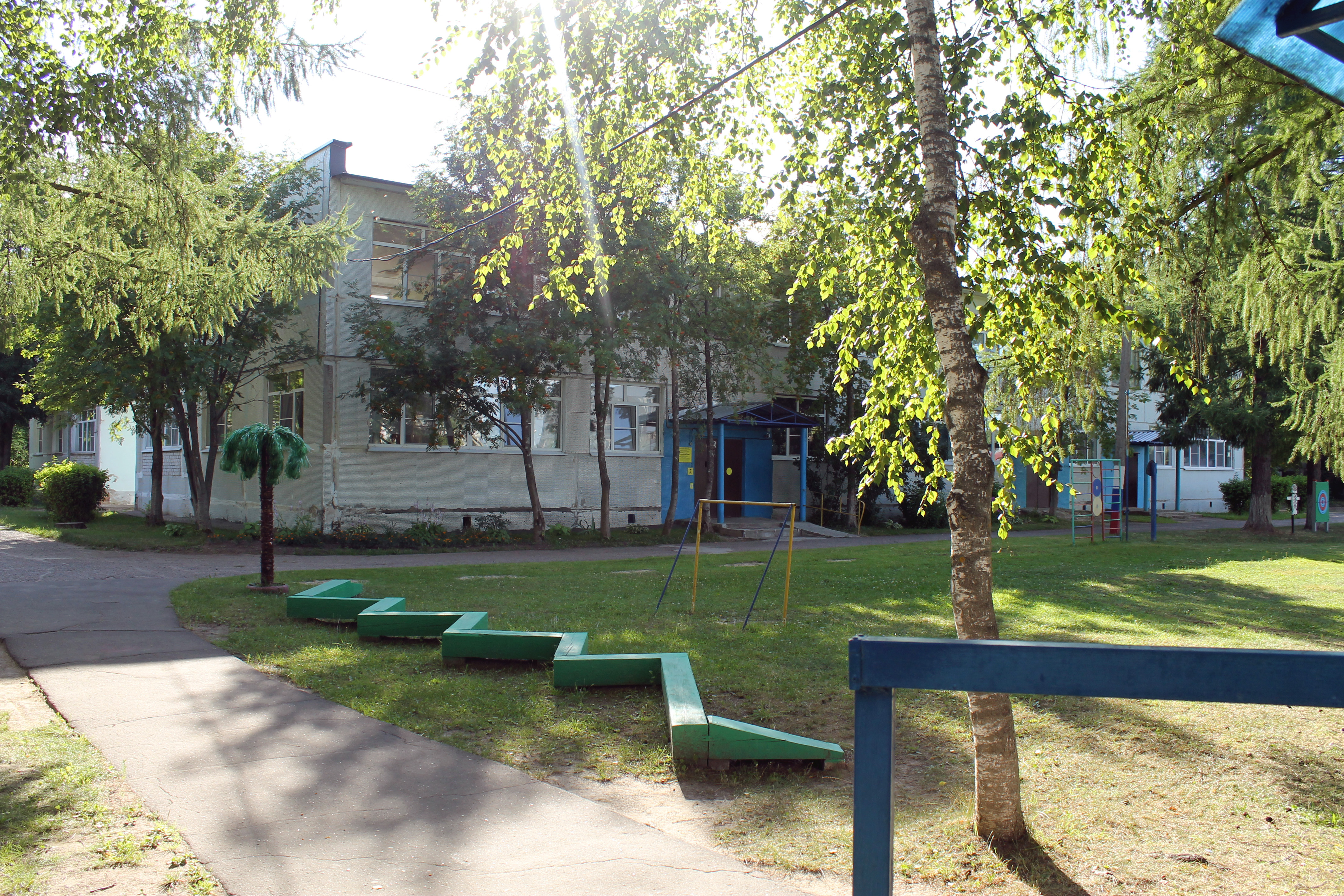
Детский сад в Крюково

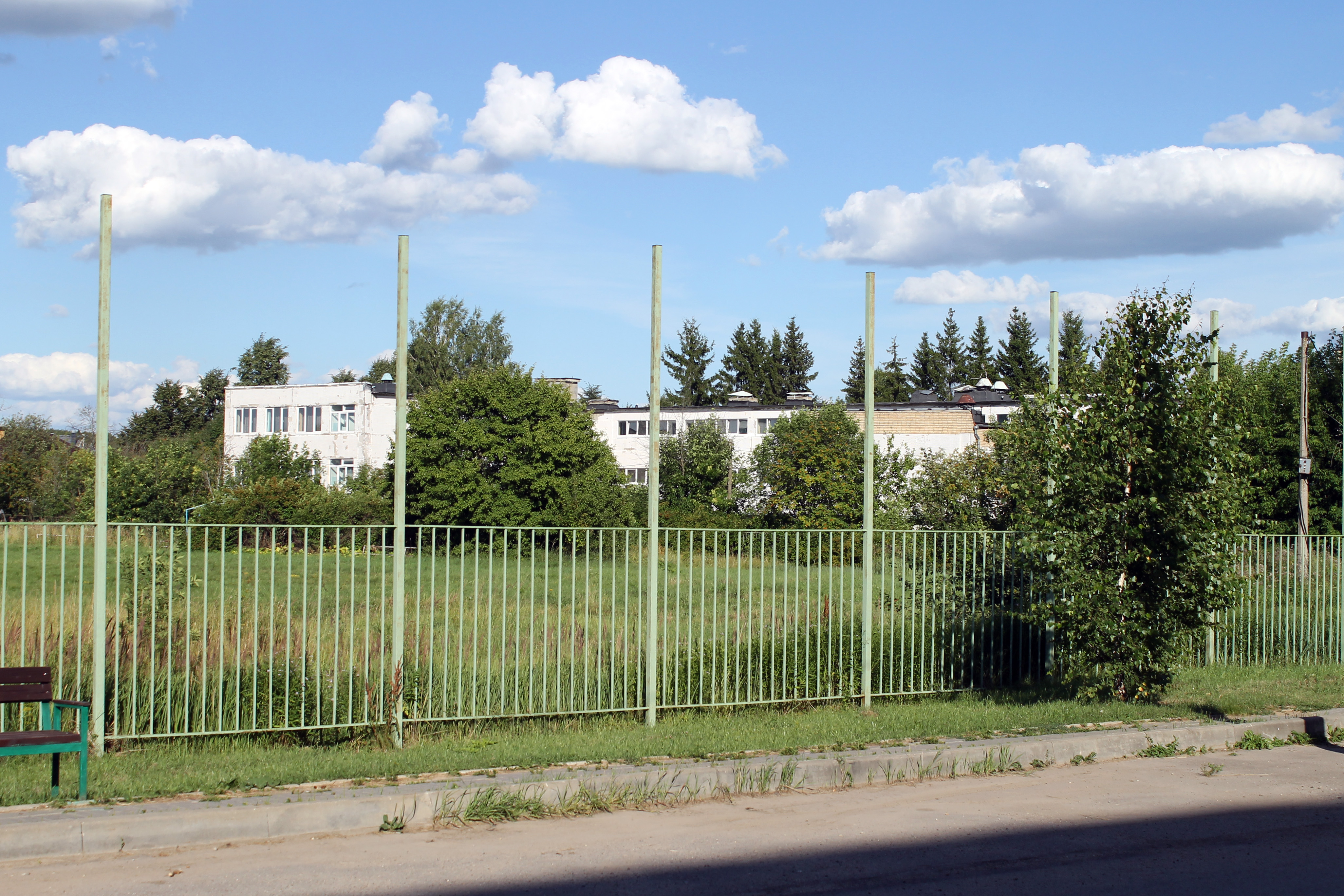
Крюковская средняя общеобразовательная школа

## Образование
На территории населенного пункта действует Муниципальное бюджетное общеобразовательное учреждение Крюковская средняя общеобразовательная школа, в том числе с дошкольным отделением.

## Социальная инфраструктура
Жилой фонд состоит из 15 многоквартирных домов: пятиэтажек «улучшенной планировки», «хрущёвок» и 2—3-этажных зданий. Также есть большое количество частных домов. Имеются детский сад, школа, множество продуктовых и хозяйственных магазинов.

## Достопримечательности

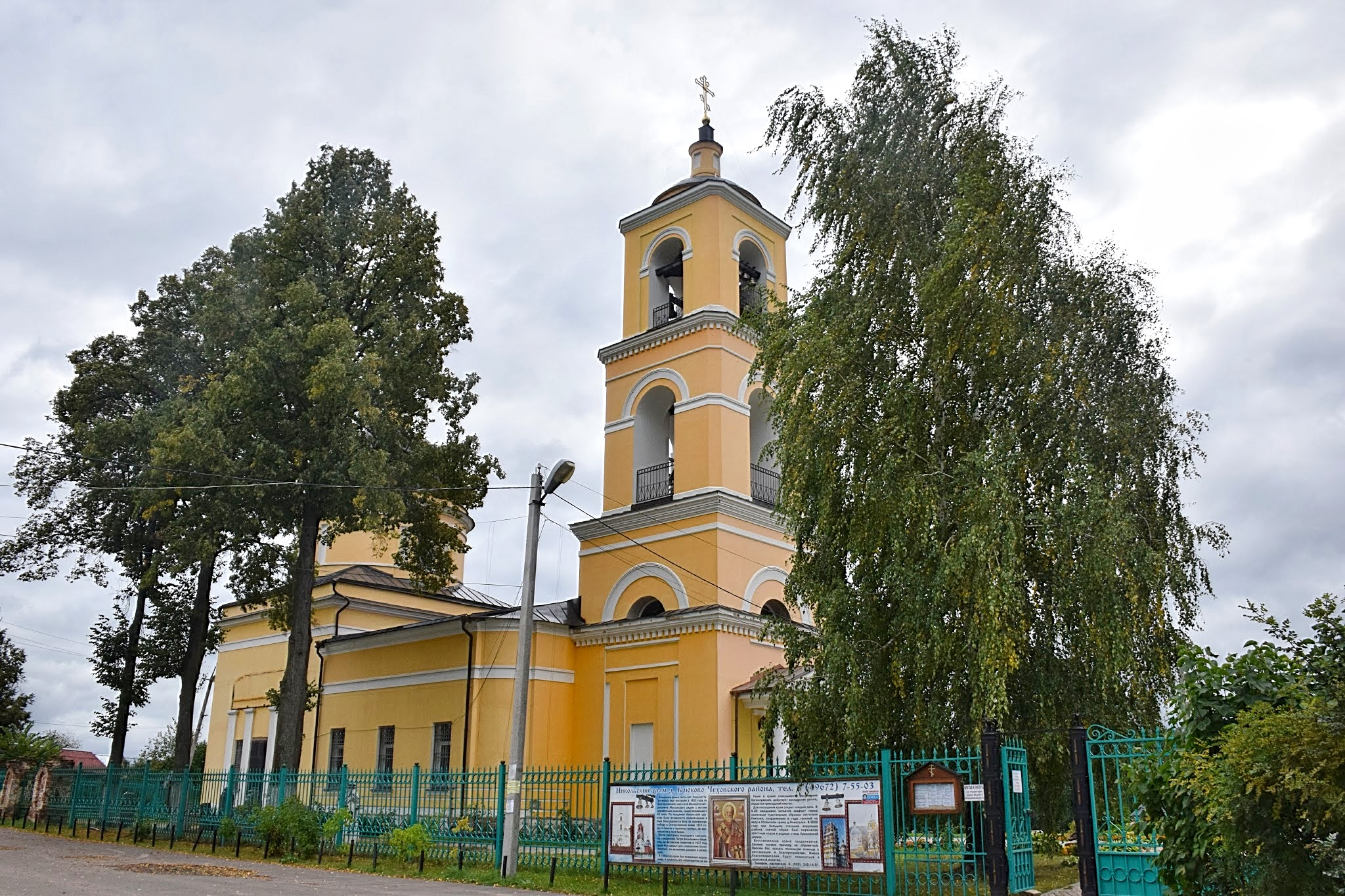
Храм святителя Николая
Основан не позднее XVI века. Современное здание построено в 1830-х годах. В 1937 году после расстрела настоятеля Петра Беляева на Бутовском полигоне храм был закрыт и со временем разрушен. Окружавшее его кладбище было уничтожено а земли использованы в качестве участков для приусадебных хозяйств.
Восстановление началось в 1992 году.
Сквер славы

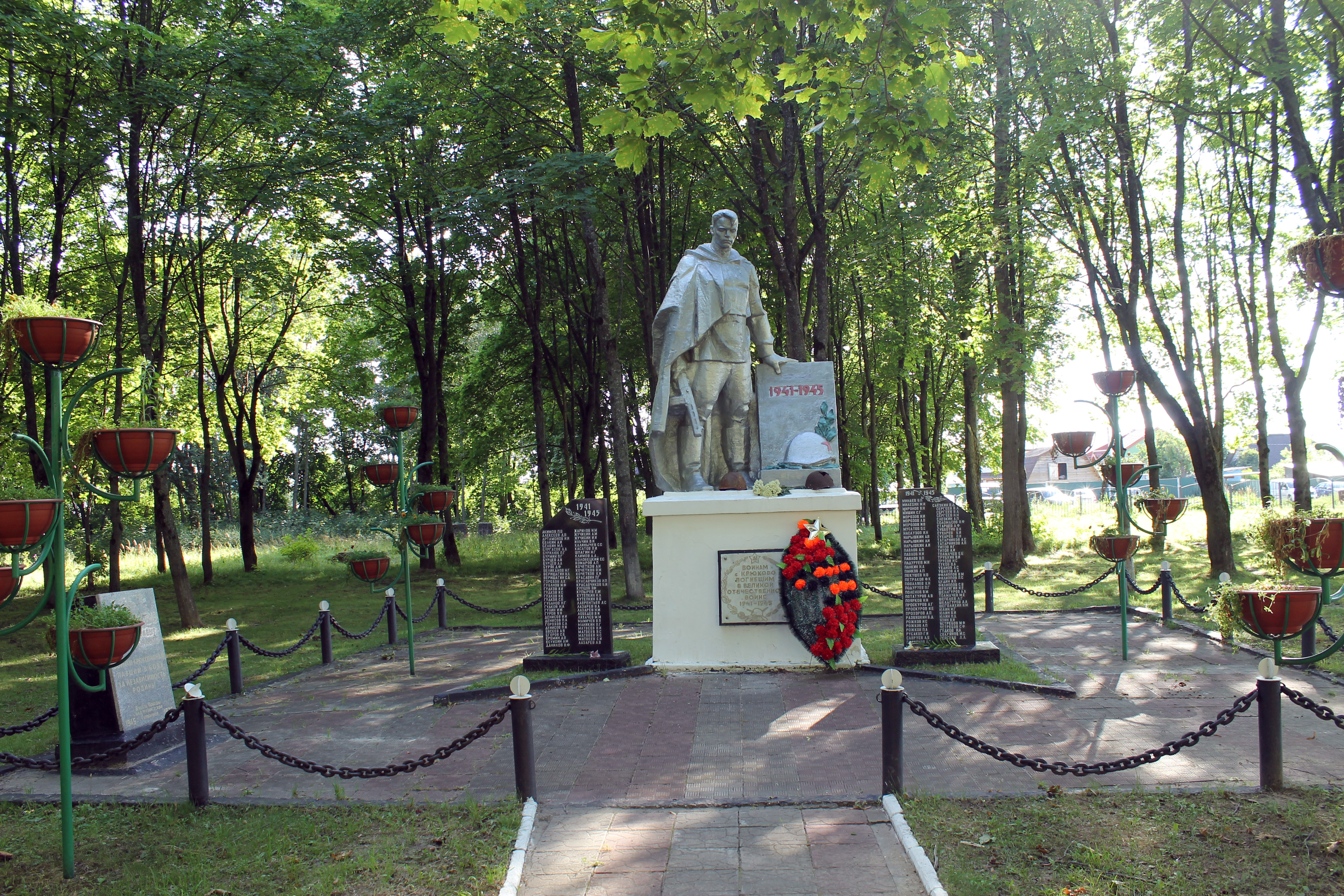
Памятник в честь воинов-крюковчан, павших в Великую Отечественную войну

В центре населённого пункта находится сквер с установленным в нём мемориалом в честь воинов-крюковчан, павших в Великую Отечественную войну.

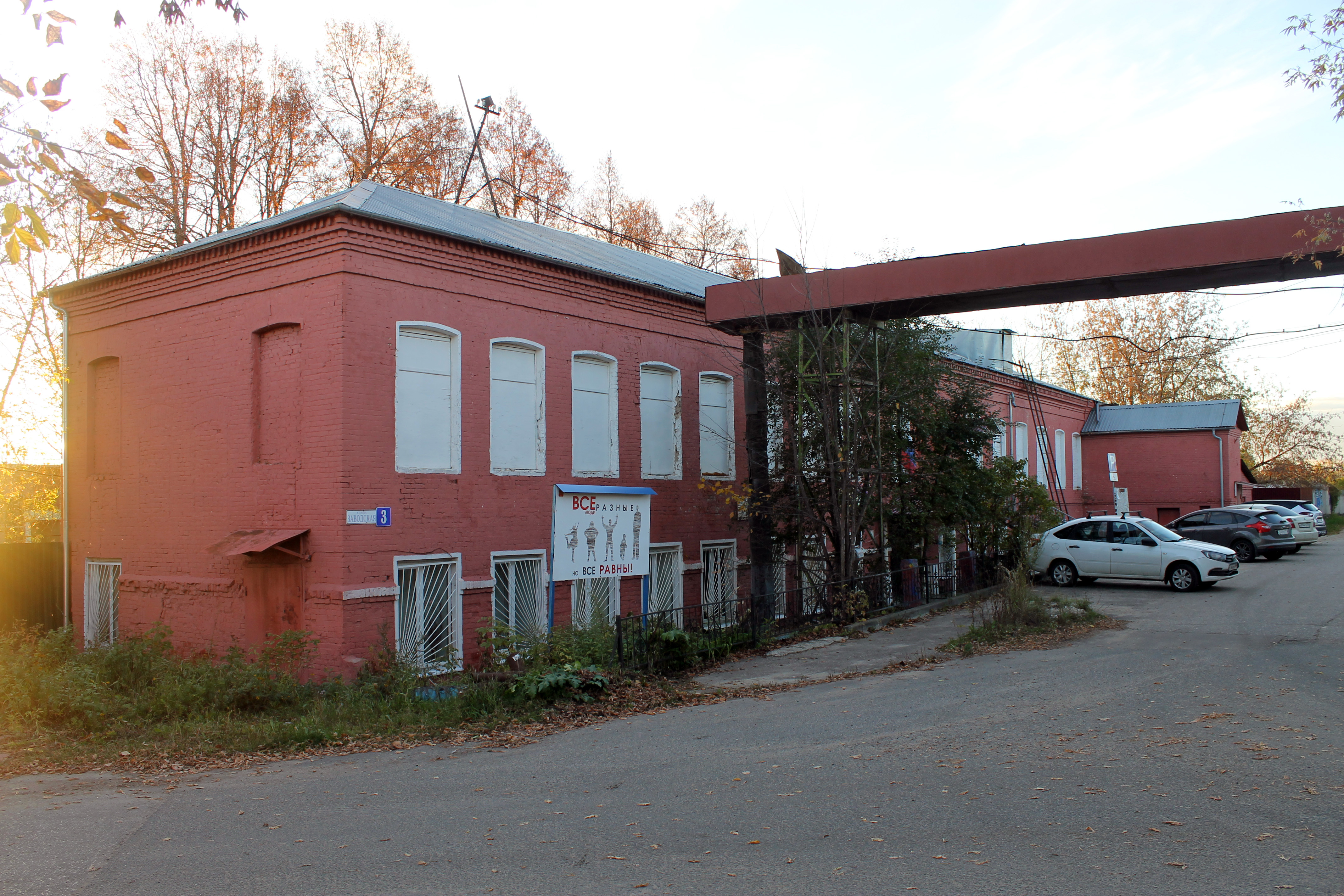
ДК «Орбита»

Здание бывшей конторы ситценабивной фабрики
Постройка второй половины XIX века. В 1892—1893 годах А. П. Чехов здесь дважды в неделю принимал больных. Этому была посвящена открытая в 1980 году юбилейная выставка «Медицинский пункт доктора Чехова». В настоящее время экспозиция перенесена в основную часть Государственного литературно-мемориального музея-заповедника А. П. Чехова. Теперь в этом здании расположен клуб «Орбита».

## Крюково в литературе
Крюково (наряду с селом Угрюмово) является прототипом села Уклеево в повести А. П. Чехова «В овраге».